# Liste der Bodendenkmäler in Kleve
Die Liste der Bodendenkmäler in Kleve enthält die denkmalgeschützten unterirdischen baulichen Anlagen, Reste oberirdischer baulicher Anlagen, Zeugnisse tierischen und pflanzlichen Lebens und paläontologischen Reste auf dem Gebiet der Stadt Kleve im Kreis Kleve in Nordrhein-Westfalen (Stand: April 2018). Diese Bodendenkmäler sind in Teil B der Denkmalliste der Stadt Kleve eingetragen; Grundlage für die Aufnahme ist das Denkmalschutzgesetz Nordrhein-Westfalen (DSchG NRW).
| Bild | Bezeichnung                                         | Lage                    | Beschreibung | Bauzeit          | Eingetragen seit | Denkmal- nummer |
| ---- | --------------------------------------------------- | ----------------------- | ------------ | ---------------- | ---------------- | --------------- |
|      | Wurt                                                | Griethausen             |              |                  | 22.02.1986       | B 1             |
|      | Grabenrechteck                                      | Kleve                   |              |                  | 30.05.1989       | B 2             |
|      | Prinz-Moritz-Kanal                                  | Rindern                 |              |                  | 06.10.1989       | B 3             |
|      | Siedlung, Stiftskirche - Kleiner Markt - Goldstraße | Kleve                   |              |                  | 14.12.1990       | B 4             |
|      | Hegschenhof Keeken                                  | Keeken                  |              |                  | 28.01.1991       | B 5             |
|      | Grabhügelgruppe - Hunnen                            | Donsbrüggen             |              |                  | 27.03.1991       | B 6             |
|      | Grabhügelgruppe                                     | Materborn               |              | eisenzeitlich    | 03.04.1991       | B 7             |
|      | Grabhügelgruppe                                     | Materborn               |              | eisenzeitlich    | 08.04.1991       | B 8             |
|      | Festung Schenkenschanz                              | Schenkenschanz/Salmorth |              |                  | 27.06.1991       | B 9             |
|      | Schwanenburg                                        | Kleve                   |              |                  | 04.09.1991       | B 10            |
|      | Rindern, Kirche - Friedhof                          | Rindern                 |              |                  | 10.07.1992       | B 11            |
|      | Siedlung Rindern Nord                               | Rindern                 |              |                  | 09.12.1997       | B 12            |
|      | Griethausen                                         | Griethausen             |              |                  | 20.01.2005       | B 13            |
|      | Spielberg Grabhügelgruppe                           | Donsbrüggen             |              | eisenzeitlich    | 22.12.2003       | B 14            |
|      | Grabhügelgruppe                                     | Donsbrüggen             |              | vorgeschichtlich | 22.12.2003       | B 15            |
|      | Altstadt Kleve                                      | Kleve                   |              |                  | 30.10.2008       | B 16            |
|      | Feldstellungen                                      | Donsbrüggen             |              |                  | 24.04.2018       | B 17            |
|      | Deckungs- und Schützengräben                        | Donsbrüggen             |              |                  | 25.04.2018       | B 18            |
|      | Deckungs- und Schützengräben                        | Kleve                   |              |                  | 25.04.2018       | B 19            |
|      | Feldstellungen                                      | Kleve                   |              |                  | 26.04.2018       | B 20            |
|      | Preußische Schießstände                             | Kleve                   |              |                  | 26.04.2018       | B 21            |